# Rtěnka

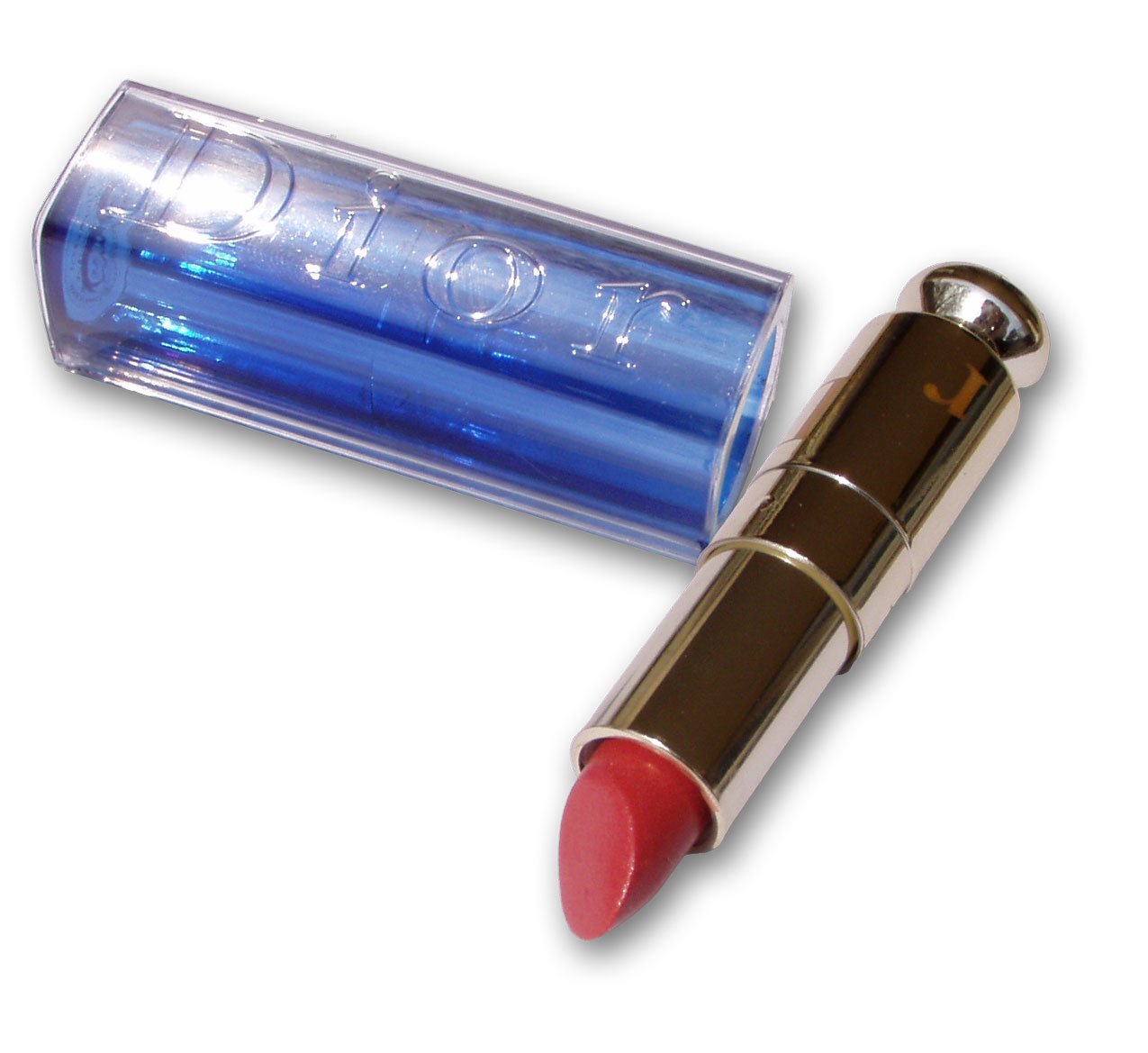
Rtěnka

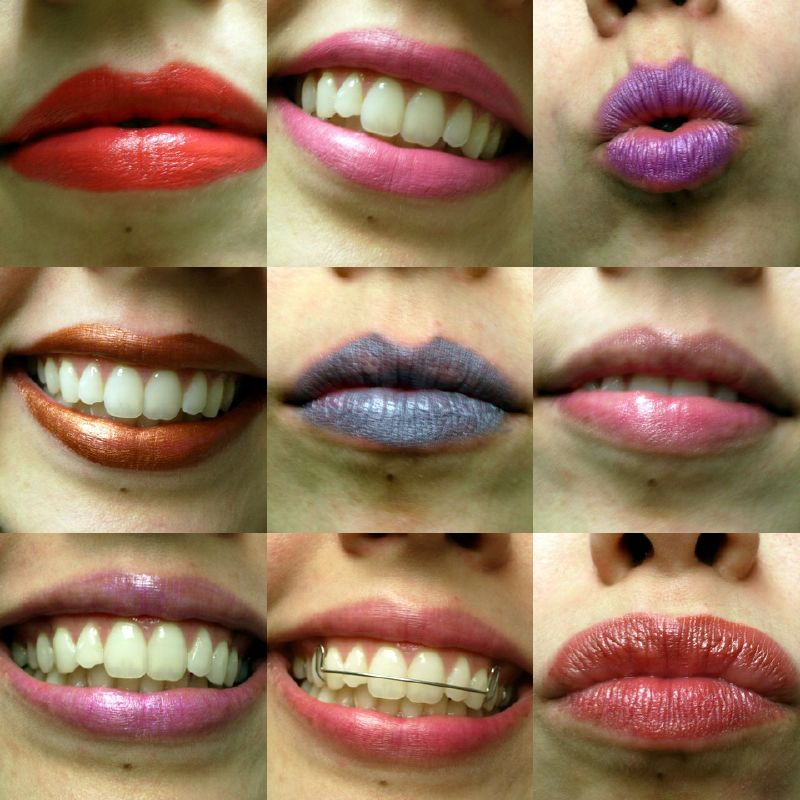
Rty po použití rtěnky

Rtěnka je druh kosmetického produktu, které se využívá pro zvýraznění či změnu barvy rtů, a to nejčastěji ženami. Jedná se o druh barevné směsi tvořené barvivem, olejem, voskem a změkčovadlem, která je umístěna v otočném, či otvíracím ochranném pouzdře. Aplikuje se pomocí natření, kdy se rtěnkou natřou rty, které pak získají požadovanou barvu. Často se pak využívá papírový ubrousek, do kterého se rty otisknou, aby se odstranila přebytečná rtěnka.

## Historie používání
První doklady o používání rtěnky pro zvýraznění rtů se datují přibližně do doby před 5 000 let v Mezopotámii. Velkého rozvoje se dočkala v 16. století za vlády královny Alžběty I., ale její moderní podoba se objevuje teprve na konci 19. století a to přesněji v roce 1883 na světové výstavě v Amsterdamu. První komerční model byl vyroben ze směsi jeleního loje, vosku, červené barvy, bergamotového a mandlového oleje. Rtěnka tak jak jí známe z dnešní podoby je vyráběna od roku 1915. V současnosti jsou rtěnky hojně rozšířeny a průzkumy ukazují, že až 83 % dámské populace rtěnku v Česku využívá.

## Kontroverzní chemické látky ve rtěnkách
Velké diskuse se vedou o obsahu olova ve rtěnkách. Dalšími problematickými látkami jsou některé UV filtry nebo konzervační látky parabeny.
Podle německého Spolkového institutu pro hodnocení rizik by se neměl vitamin A používat jako součást kosmetických přípravků nanášených na kůži jako jsou rtěnky nebo balzámy.